# Карловацька митрополія
Карловацька митрополія (серб. Карловачка митрополија) — незалежна, самоуправна православна церква у Габсбурзькій монархії.

## Історія
Після завоювання сербських земель Османською імперією сербська церква підпорядковувалась Патріарху у місті Печ (Косово). Але в 1690 році, під час Великої Турецької війни, коли яничари знову почали перемагати, патріарх Арсеній III (Черноєвич) з десятками тисяч сербів пішов на північ, й осів на австрійській території у Карловці. Після його смерті, за підтримки Габсбургів перемогли прибічники визнання юрисдикції Печського патріарха, і у Карловці заснували митрополію.

## Єпархії

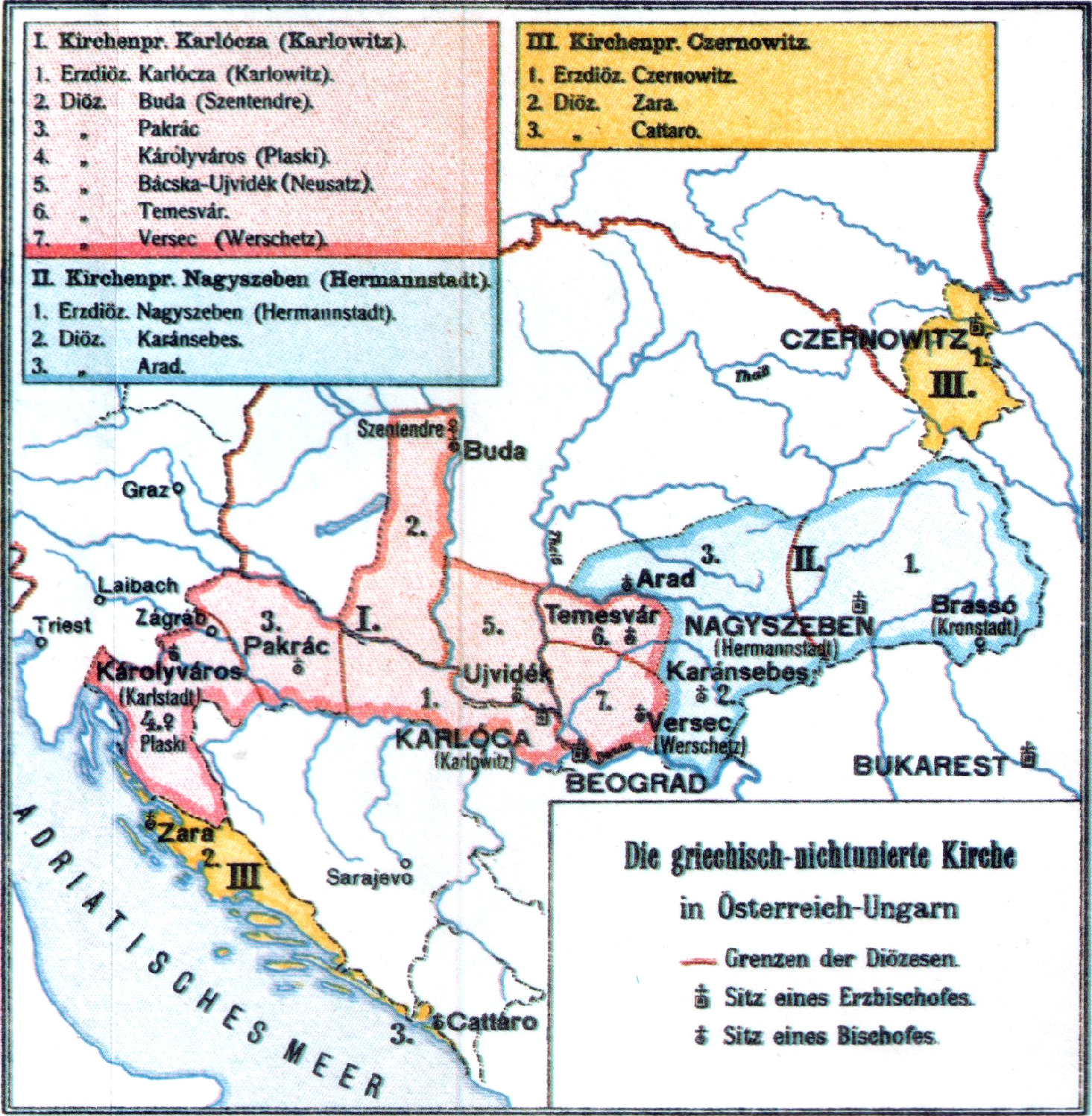
мапа єпархій митрополії

До складу митрополії входило десять єпархій:

- Арадська
- Бачцька
- Будимська
- Буковинська
- Вршацька
- Горнокарловацька
- Ердельська
- Пакрацька
- Сремська (архієрейська)
- Тімішварська

## Митрополити
- Арсеній III (Черноєвич) (1690—1706)
- Ісая (Дакович) (1708)
- Софроній (Подгоріча́ніна) (1710—1711)
- Вікентій (Попович-Хаджилавич) (1713—1725)
- Моїсей (Петрович) (1726—1730)
- Вікентій (Йованович) (1731—1737),
- Арсеній IV (Йованович Шакабента) (1737—1748)
- Ісая (Антонович) (1748—1749)
- Павло (Ненадович) (1749—1768)
- Йован (Джорджевич) (1769—1773)
- Вікентій (Йованович Відак) (1774—1780)
- Моїсей (Путнік) (1781—1790)
- Стефан (Стратімірович) (1790—1836)
- Стефан (Станкович) (1837—1841)
- Йосиф (Раячич) (1842—1848)

## Галерея

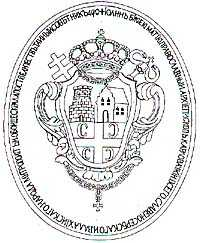
Герб Карловацької митрополії
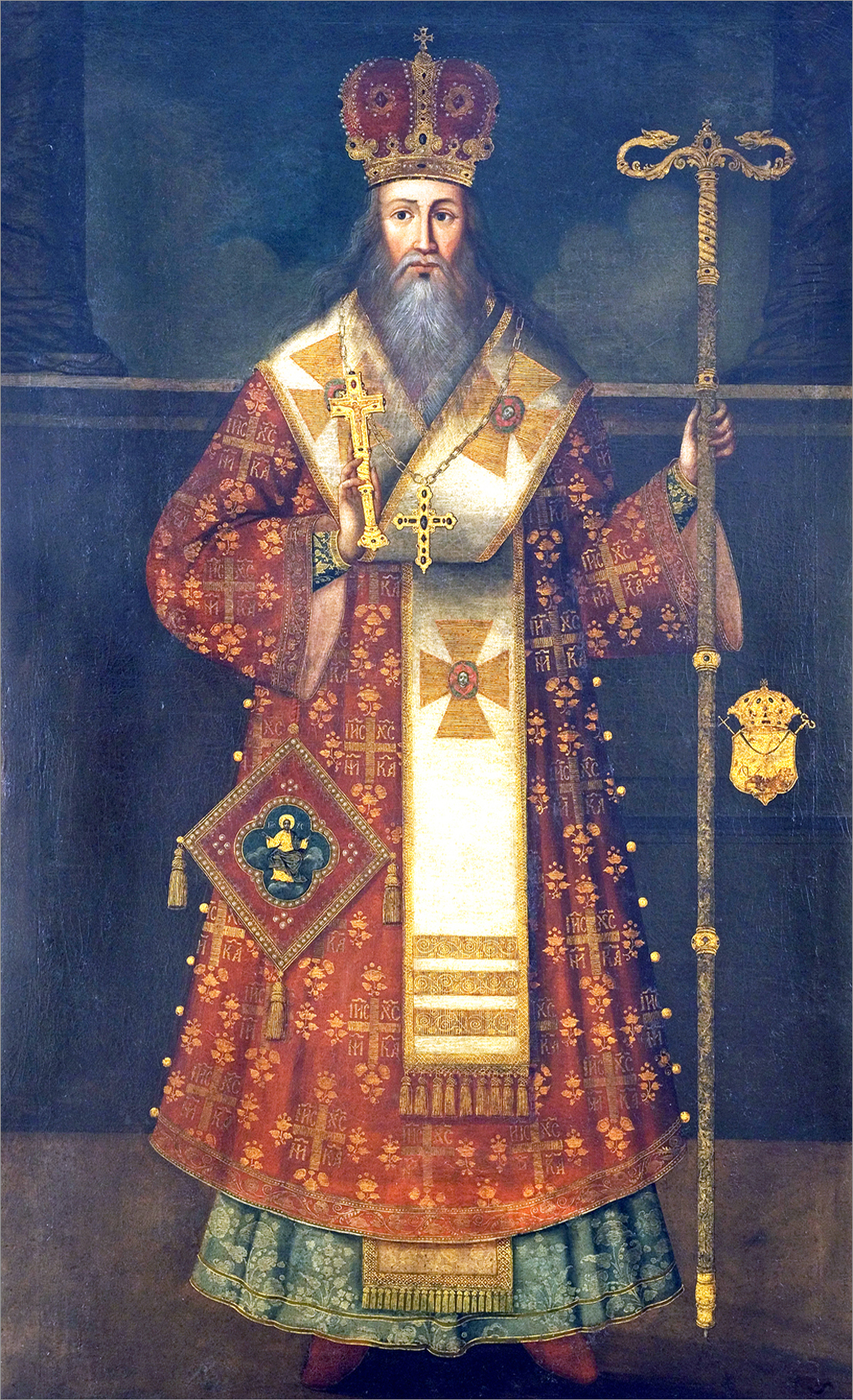
Митрополит Арсеній III (Чарноєвич)
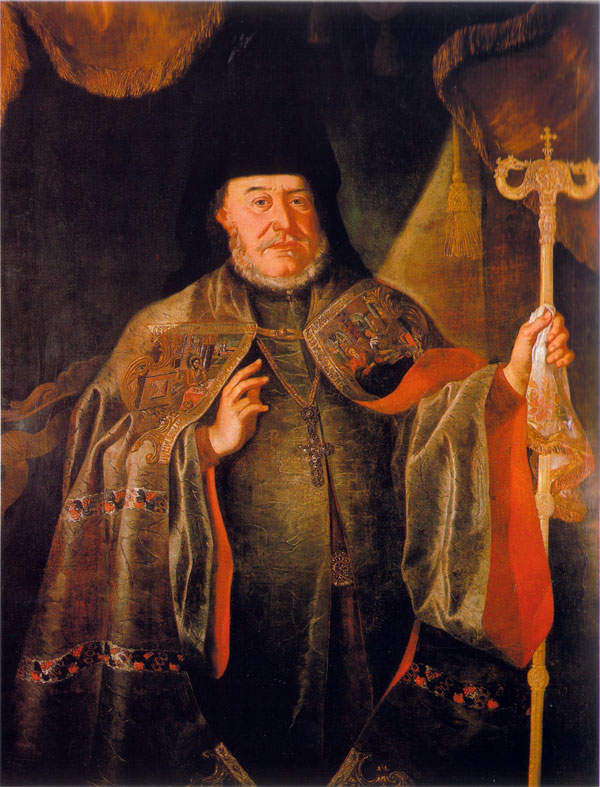
Митрополит Арсеній IV (Йованович Шакабента)
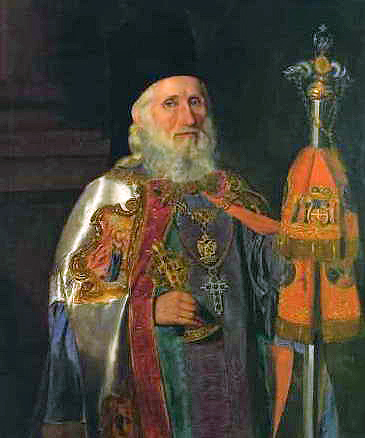
Митрополит Йосиф (Раячич)